# Rezervația naturală Climăuți
Climăuți este o rezervație naturală silvică în raionul Ocnița, Republica Moldova. Este amplasată în ocolul silvic Ocnița, Climăuți, parcela 50. Are o suprafață de 70 ha. Obiectul este administrat de Gospodăria Silvică de Stat Edineț.